# Laurel und Hardy

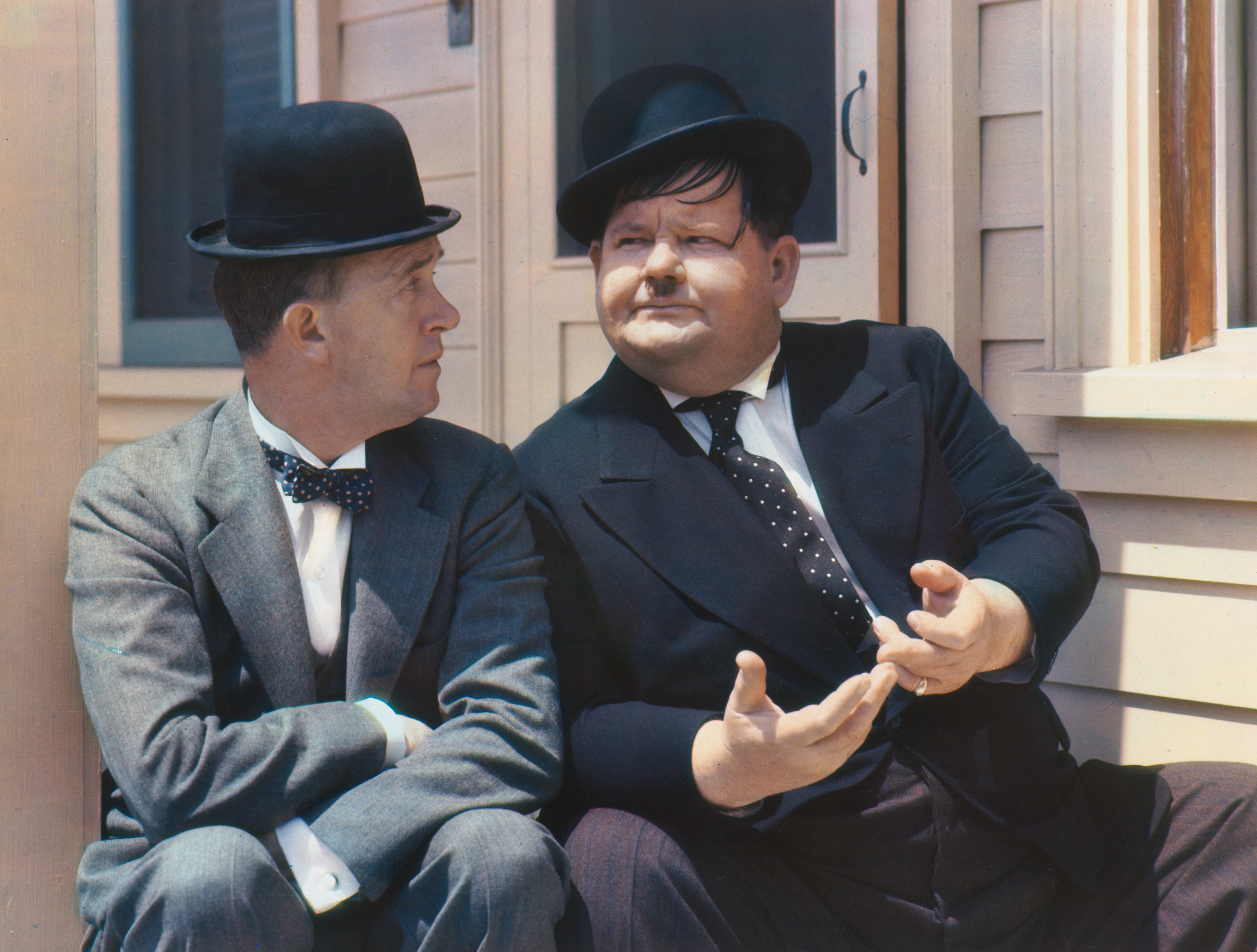
Stan Laurel (links) und Oliver Hardy (1938)

Laurel und Hardy waren ein britisch-amerikanisches Komiker-Duo, das aus Stan Laurel (1890–1965) und Oliver Hardy (1892–1957) bestand. Um 1921 sowie zwischen 1926 und 1951 drehten sie zusammen 107 Filme (80 Kurzfilme, 27 Langfilme), Gastauftritte mit eingerechnet. Sie gelten als eines der berühmtesten und erfolgreichsten Film-Duos der Geschichte. Im deutschen Sprachraum sind Laurel und Hardy auch unter den Bezeichnungen Dick und Doof oder Stan & Ollie bekannt. In Kritik und Literatur wird von dem Duo oft als „die Jungs“ („the boys“) gesprochen.
Während Oliver Hardy sich hauptsächlich als Schauspieler in die gemeinsame Arbeit einbrachte, gilt Stan Laurel als der kreative Kopf des Duos. Er entwickelte Gags und Drehbücher, führte bei mehreren ihrer Filme de facto Regie und arbeitete am Schnitt, auch wenn er dafür im Vorspann keine namentliche Nennung erfuhr. In den Filmen verkörperte Laurel die einfältig-kindliche Figur, während Hardy als sein oft wichtigtuerischer väterlicher Partner leiden muss.
Der Humor von Laurel und Hardy ist geprägt durch Slapstick-Einlagen, die oft Zerstörungsorgien zur Folge haben. Weitere Gags entstanden durch das Tit for Tat („Wie du mir, so ich dir“), durch zahlreiche Running Gags sowie die wechselhafte Beziehung der Charaktere zueinander. In der Tonfilmzeit kamen auch Dialogwitze hinzu.

## Geschichte

### Anfänge im Stummfilm
Stan Laurel und Oliver Hardy spielten das erste Mal in The Lucky Dog gemeinsam in einem Kurzfilm. Wann genau der Streifen gedreht wurde, ist unbekannt, es ist allerdings wahrscheinlich, dass er um 1921 entstand. Die von Regisseur Jess Robbins für den Produzenten Gilbert M. Anderson inszenierte Komödie hatte Stan Laurel in der Hauptrolle, Hardy spielte nur eine Nebenrolle als Schurke. Ab 1926 standen beide zufällig für das Studio des Produzenten Hal Roach unter Vertrag. Während der Brite Laurel bisher nach rund 50 Filmen als Hauptdarsteller noch auf den großen Durchbruch wartete, war der Amerikaner Hardy in fast 250 Filmen aufgetreten, allerdings meist nur als Nebendarsteller. Unter der Regie von Fred Guiol und überwacht bzw. gefördert von Leo McCarey entwickelte sich allmählich das weltbekannte Duo. Den Übergang zum Tonfilm schafften Laurel und Hardy 1929 mühelos, im Gegensatz zu anderen berühmten Filmkünstlern der Zeit. Einen, vielleicht auch „den“ Vorläufer des Slapsticks im Stummfilm nach dem Laurel-und-Hardy-Prinzip gab es mit Cocl & Seff im österreichischen Stummfilm.

### Karriereverlauf in den 1930er-Jahren

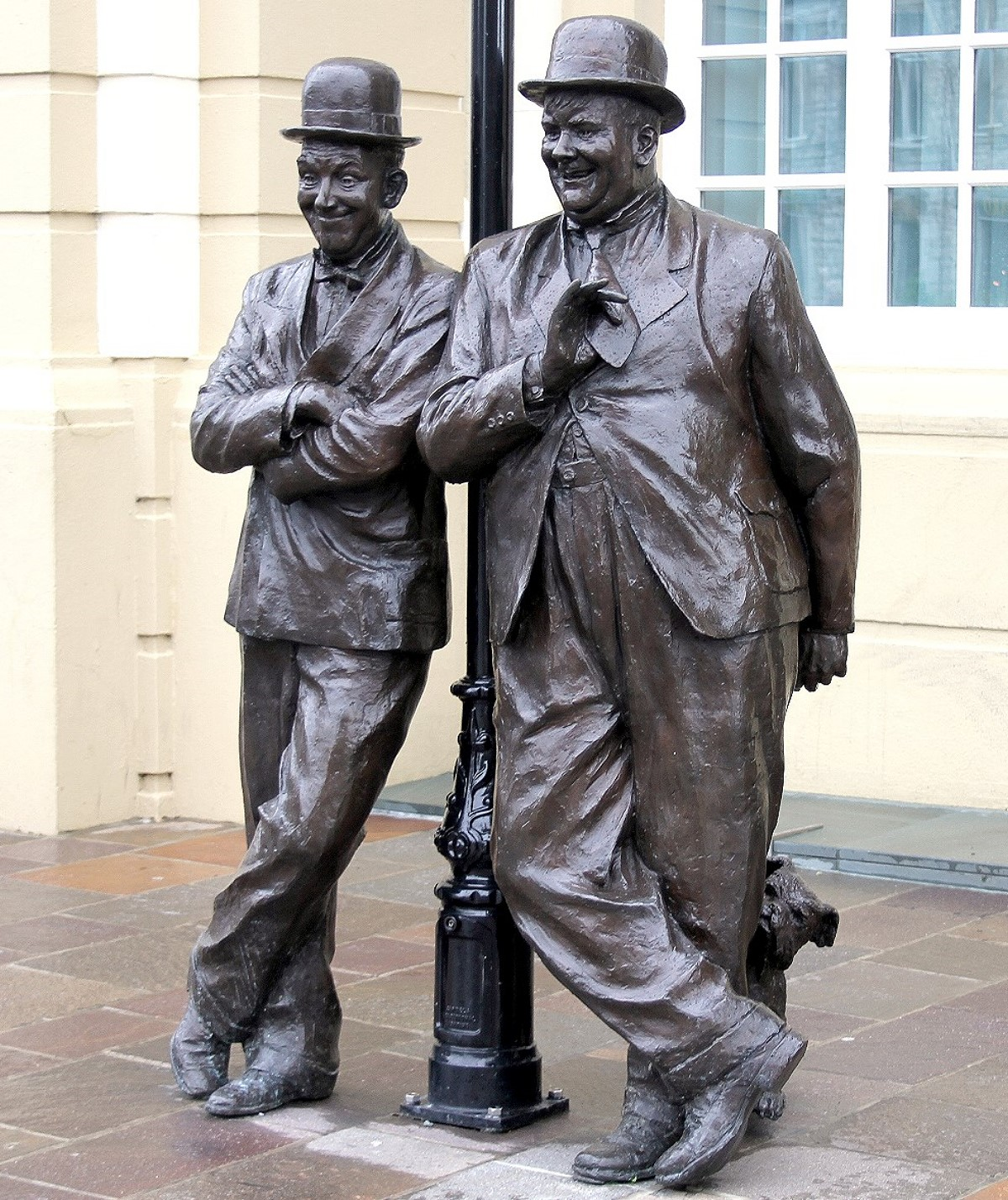
Statuen von Laurel und Hardy in Stan Laurels Geburtsstadt Ulverston

Bis 1940 standen Laurel und Hardy für den Produzenten Hal Roach unter Vertrag. Er ließ den beiden Komikern insbesondere bei den Kurzfilmen relativ großen Freiraum, so dass unter dem maßgeblichen Einfluss von Laurel einige kleine Meisterwerke des Slapstick-Films entstehen konnten. Ihr Kurzfilm The Music Box, der die verzweifelten Versuche des Duos zeigt, ein Klavier eine endlos lange Treppe hinauf zu transportieren, wurde bei der Oscarverleihung 1932 mit dem Oscar für den besten Comedy-Kurzfilm ausgezeichnet. Er ist damit der einzige Laurel-und-Hardy-Film, der einen Oscar gewann.
Wegen der zurückgegangenen Nachfrage nach Kurzfilmen in den 1930er-Jahren produzierte Roach ab 1935 nur noch Langfilme mit Laurel und Hardy. Dies schränkte den kreativen Freiraum während der Dreharbeiten auf Grund der höheren Kosten etwas ein, dennoch entstanden mit den abendfüllenden Filmen Die Wüstensöhne (1933), Die Sittenstrolche (1933), Die Doppelgänger (1936), Zwei ritten nach Texas (1937) und Die Klotzköpfe (1938) Höhepunkte der klassischen US-amerikanischen Filmkomödie.
Hinter den Kulissen kam es jedoch immer wieder zu künstlerischen Differenzen und Vertragsstreitigkeiten zwischen Laurel und Roach. Sie führten dazu, dass bei dem Film Zenobia, der Jahrmarktselefant (1937) auf Stan Laurel verzichtet wurde und stattdessen Harry Langdon Oliver Hardys Partner spielte. Dies erwies sich jedoch als nicht sehr erfolgreich, und Laurel und Hardy wurden bald darauf wieder vereint. Die Differenzen zwischen Laurel und Roach hielten aber an und führten schließlich dazu, dass sich das Duo nach dem Film Auf hoher See (1940) von seinem langjährigen Produzenten trennte. Im Frühjahr 1942 nahmen sie an der Hollywood-Victory-Caravan-Tournee teil.

### Spätphase des Duos
Ab 1941 drehten Laurel und Hardy noch acht Spielfilme für die großen Hollywood-Studios Metro-Goldwyn-Mayer und 20th Century Fox, der letzte davon, The Bullfighters, kam 1945 in die Kinos. Die Produktionsweise der großen Studios unterschied sich stark von der zuvor bei Roach. Die beiden Komiker mussten nun strikt nach Drehbuch arbeiten. Improvisationen vor der Kamera – bei Roach an der Tagesordnung – gab es so gut wie keine mehr. Hinzu kam, dass Laurel keine vertragliche Zusicherung über die kreative Mitarbeit hinter der Kamera erhalten hatte. Dadurch entglitt dem Duo der Einfluss auf seine Filme so sehr, dass es das Angebot über einen Fünfjahresvertrag von Fox im Sommer 1945 ablehnte und somit keine neuen Filme mehr entstanden.
Infolgedessen ließ die Popularität des Duos ab Mitte der 1940er-Jahre allmählich nach, zumal die Bedeutung von Slapstick-Humor allgemein abnahm und zudem neue Komikerduos und -gruppen wie etwa Abbott und Costello, Bing Crosby und Bob Hope oder die Three Stooges an Popularität gewannen. Dennoch tourten Laurel und Hardy weiterhin erfolgreich durch Amerika und Europa.
1950/51 wurde mit Atoll K der letzte Film des Duos als britisch-französisch-italienische Koproduktion gedreht. Der Film entstand unter äußerst schwierigen und unprofessionellen Bedingungen in Südfrankreich und wurde durch gesundheitliche Probleme von Laurel und Hardy zusätzlich erschwert. Der fertige Film fand bei Publikum und Kritik wenig Anklang und gilt als einer der schwächsten des Duos. Stan Laurel soll ihn sich nie angesehen haben.

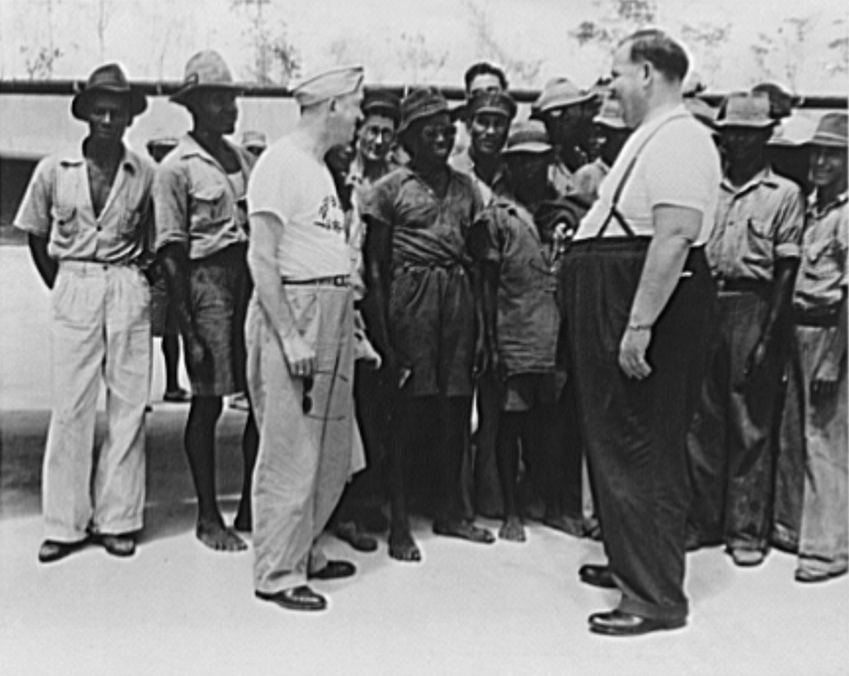
Laurel und Hardy (1943)

Bereits in den 1940er-Jahren tourten Laurel und Hardy mit einem live gespielten Bühnenprogramm durch Europa. Nach ihrem letzten Film setzten sie diese Tradition bis 1954 erfolgreich fort. Als sie 1955 von dem Sohn ihres früheren Produzenten, Hal Roach jr., ein Angebot erhielten, für das Fernsehen zu arbeiten, willigten Laurel und Hardy begeistert ein. Geplant war eine Serie von einstündigen Sendungen mit dem Titel Laurel & Hardy’s Fabulous Fables. Für die damalige Zeit ungewöhnlich war, dass sie auf Farbfilm aufgezeichnet werden sollten. Wenige Tage vor Drehbeginn der ersten Folge erlitt Laurel jedoch einen leichten Schlaganfall. Die Produktion verzögerte sich erneut und als später auch Hardy erkrankte, musste das Projekt schließlich fallen gelassen werden.
Mit dem Tod von Oliver Hardy 1957 war die Karriere des erfolgreichen Duos beendet. Auch für Stan Laurel bedeutete Hardys Tod de facto das Ende seiner Karriere; er trat danach kaum noch öffentlich auf und lehnte diverse Angebote für Auftritte in Film und Fernsehen ab. 1961, vier Jahre vor seinem Tod, wurde Stan Laurel mit einem Ehrenoscar für sein Lebenswerk ausgezeichnet.

## Themen und Arbeitsweisen

### Zerstörung und Scheitern
Die dominierenden Stilmittel zur Erzeugung von Komik sind in Laurel & Hardys Filmen das Scheitern an zumeist lösbaren Aufgaben und die physische Zerstörung von Inventar. Beides tritt oft zusammen auf.
Das Duo sieht sich in den meisten Filmen vor Aufgaben gestellt, deren Lösung dank der chaotischen Herangehensweise in einer Katastrophe endet. Einen unzweifelhaften Kulminationspunkt dieses Schemas bildet der Film Big Business, in dem Laurel & Hardy beim Verkauf von Weihnachtsbäumen im sonnigen Kalifornien einen aufbrausenden Hausbesitzer (James Finlayson) zunächst durch unabsichtliche Ungeschicklichkeiten provozieren. In dem daraus eskalierenden Konflikt verwüsten die Protagonisten das Wohnhaus des Kunden, der im Gegenzug ihren Lieferwagen Schritt für Schritt zerstört, während ein Polizeibeamter zuschaut. Dieses „Tit for Tat“-Spielchen (abwechselndes Austeilen verletzender Handlungen als jeweilige Revanche) gehört zu den Markenzeichen der Komik von Laurel und Hardy. Auch andere Berufsversuche des Duos, so als Straßenmusiker (You’re Darn Tootin’, Below Zero), Hotelportiers (Double Whoopee), Polizisten (Midnight Patrol) oder Ladenbesitzer (Tit for Tat) gelingen nicht zufriedenstellend. In wenigen Filmen – häufig ihre späteren Langfilme – beendet das Duo seine „Mission“ allerdings erfolgreich – wie etwa in Way out West.

### Running Gags und Motive

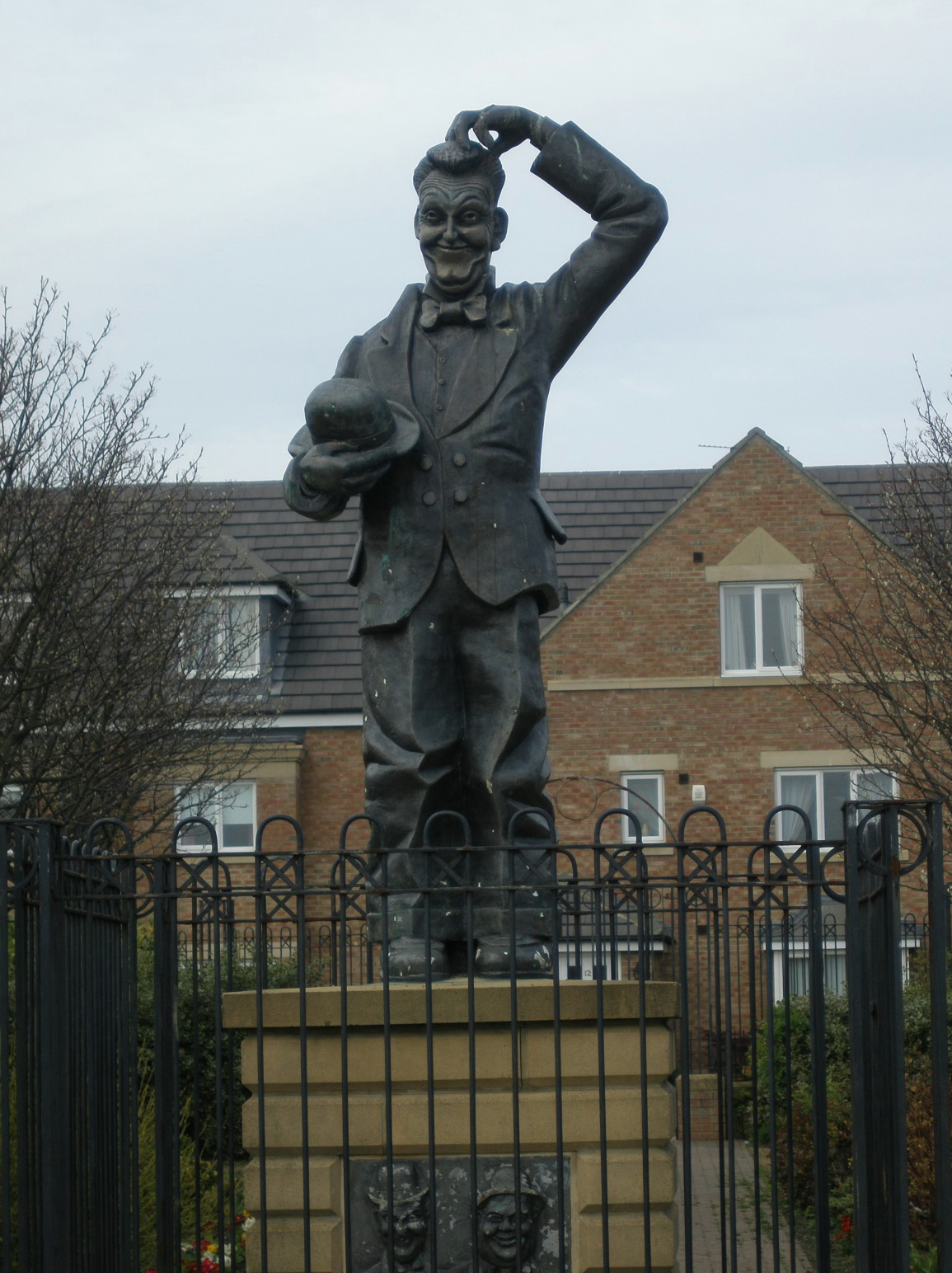
Statue von Stan Laurel in North Shields, wo er einen Teil seiner Kindheit verbrachte. Sie zeigt seine Kopfkratzgeste.

Neben der Zerstörung von Inventar ist es in den meisten Filmen Oliver Hardy, der schmerzhafte Einwirkung auf seinen Körper erleiden muss. Stan Laurel wirkt hingegen häufig hilflos und kratzt sich zur Illustration dieses Zustandes oft am Kopf. Zur Steigerung seiner Komik trägt die kontrastierende, majestätisch-überlegene Attitüde bei, die Hardy oftmals an den Tag legt. In ähnlicher Weise werden noch weitere Motive häufiger verwendet:
Tit for tat
Dieses Komik-Element, das sich als „Auge um Auge“ oder „Wie du mir, so ich dir“ übersetzen ließe, geht auf den Regisseur Leo McCarey zurück und wird immer wieder neu variiert: A versetzt B einen Hieb oder Tritt, den B zunächst in stoischer Ruhe geschehen lässt und nach kurzer Pause zum Gegenschlag übergeht, den wiederum A vollkommen ruhig geschehen lässt. Das wiederholt sich steigernd, bis sich ein Grund zeigt, das Geschehen abzubrechen.
Stich ins Auge
Ein Gag, der sich durch zahlreiche Filme zieht, ist der gestreckte Zeigefinger Laurels, der in Hardys Auge sticht. Statt Zeigefinger kommen auch Pümpel (Hilfreiche Hände), Türklinken (Brats), eine Leiter (The Music Box) und anderes zum Einsatz.
Wasser
In allen nur erdenklichen Weisen wird Hardy von Wasserschläuchen, Aquarien, vollgelaufenen Badezimmern durchnässt oder gleich vollständig in Badewannen (Them Thar Hills), Brunnen (The Music Box) oder Bächen (Way out West) versenkt.
Türklingel
Betätigt Hardy eine Türklingel (ob elektrischer Knopf oder mechanischer Seilzug), tut er das so überzeugt und nachdrücklich, dass es zu erheblichen Beschädigungen und/oder Unfällen kommt.
Das brennende Hinterteil
In einigen Filmen wird Hardys Hinterteil in Brand gesetzt (Hog Wild, Them thar hills) und die Löscharbeiten seitens seines Freundes Stan führen zu weiteren Katastrophen.
Feuer
Auch sonst verursachen Laurel und Hardys Missgeschicke gerne Feuer, so brennt in Retter in der Not ihr Zelt ab, und in Hilfreiche Hände Olivers ganzes Haus.
Explosionen
Vor allem Gasöfen explodieren in ihrer Anwesenheit häufig durch unsachgemäße Bedienung, so etwa in Die Klotzköpfe und Auf hoher See.
Geld
Laurel und Hardy sind oft extrem knapp bei Kasse und obdachlos und versuchen, Geld und Essen zu erbetteln – so leben sie in Retter in der Not in einem Zelt, da sie alles verloren haben, in Gib mir den Hammer und Gelächter in der Nacht übernachten sie auf einer Parkbank und in Unter Null sind sie Straßenmusikanten, die Geld von Passanten erbetteln.
Das Jackett
Mit Hilfe von Billardqueues, Spitzhacken und anderem gelingt es Laurel immer wieder, Hardys Jackett teilweise oder ganz in Fetzen zu reißen.
Die Hüte
Die beiden Bowlerhüte in unterschiedlichen Größen, ein Erkennungszeichens des Duos, werden nach Stürzen oder Verwicklungen vertauscht wieder aufgesetzt. Der Rücktausch gestaltet sich dann oft sehr umständlich.
Frauen
In Laurel & Hardys Welt kommen Frauen entweder als attraktive, junge und leichtlebige Frauen oder angeheiratete Xanthippen vor. Die jungen Frauen werden meistens von Oliver Hardy – oft erfolglos – umworben; teilweise verhilft er den Damen wie in Swiss Miss sogar versehentlich zum Glück mit einem anderen Liebhaber. Die Xanthippen kommen dagegen häufig als dominante oder streitsüchtige Ehefrauen vor, welche ihren Männern z. B. den Ausgang verbieten oder sie zur Hausarbeit zwingen wollen. Häufige Darstellerinnen in diesen Rollen waren Mae Busch und Daphne Pollard.
Eine schöne Bescherung/Suppe
Der oft von Hardy geäußerte (und nicht selten ungerechtfertigte) Vorwurf „Da hast du mir wieder eine schöne Suppe eingebrockt“ zieht sich durch etliche Filme und wurde im englischen Original („Well, here’s another nice mess you’ve gotten me into!“) zu einem eigenen Filmtitel („Another Fine Mess“).
„Du hast mich ja nicht danach gefragt“
Das ist Laurels Standardantwort, wenn er aufgrund seines passiven Charakters offensichtlich wichtige Dinge nicht zur Sprache gebracht hat.
Hardys leidender Blick in die Kamera
in Richtung Publikum wurde zu einem seiner Markenzeichen. Diese Form des Durchbrechens der vierten Wand wurde später von vielen Komikern nachgeahmt, so u. a. von Tom Selleck in der US-amerikanischen Krimiserie Magnum, p.i. sowie auch in der österreichischen Krimiserie Kottan ermittelt und zahlreichen Sketchen und Filmen von Monty Python oder Zucker-Abrahams-Zucker.
Emotionaler Ausbruch
Kurzes, oft nur wenige Sekunden dauerndes Wimmern (im Englischen eher ein sehr hohes undeutliches Quieken) von Laurel, wenn er sich überfordert und vollkommen hilflos fühlt.
Laurels Double-Take
ist ein gestisch überdeutliches zweimaliges Hinsehen, um etwas einmal zu begreifen.
Kopfkratzen
Laurel kratzt sich, meist von einem Geräusch unterlegt, das Kopfhaar. Die Bewegung ist oft mehr ein Raufen, da er die Fingerspitzen auf der Kopfhaut nicht seitlich, sondern aufeinander zu bewegt.
Essen
kann Laurel meist besonders ruhig und langsam (beispielsweise eine Banane), aber von einem entsprechend lauten, nervigen Essgeräusch und wundersamer Mimik begleitet. Ohne Probleme kann er auch komische Gegenstände essen, etwa einen Hut (in Zwei ritten nach Texas) oder einen Wachsapfel (in Die Wüstensöhne)
Krawatte
Wenn Hardy in Verlegenheit gerät – etwa wenn er sich irgendwo vorstellt oder in Kontakt mit Frauen gerät –, nestelt er an seiner Krawatte herum ("tie twiddle") oder wedelt sie gar durch die Luft.
Sprichwörter
Laurel verdreht Sprichwörter, die er nicht versteht, dahingehend, dass sie keinen oder einen falschen Sinn bekommen. Häufig wendet er die Sprichwörter an, wenn sie nichts mit dem Thema zu tun haben, oder er äußert sie in einer denkbar ungünstigen Situation. So sagt er etwa „Der Apfel fällt nicht weit vom Birnbaum“ (in Hände hoch – oder nicht) oder „Wenn die Maus aus dem Haus ist, tanzen die Katzen auf dem Tisch“ (in Hilfreiche Hände).
Laurels surreale Fähigkeiten
Laurel zeigt oft übernatürliche Fähigkeiten, verhält sich dabei jedoch, als seien sie ganz normal. Zum Beispiel dient in Zwei ritten nach Texas sein Daumen als Feuerzeug, in Die Klotzköpfe zieht er den Schatten eines Rollos an der Wand im Treppenhaus zu, nutzt seine Faust mit abgespreiztem Daumen als Tabakpfeife und lässt abgebrannte Streichhölzer wieder aufflammen. Einige dieser Effekte sind nur durch Filmschnitt möglich, so wandert etwa in Das unfertige Fertighaus ein viele Meter langes Kantholz durchs Bild, das auf dem Hinweg nur am hinteren Ende und auf dem Rückweg an beiden Enden von Stan auf der Schulter getragen wird.
Einige dieser Handlungselemente der Laurel-&-Hardy-Filme entwickelten sich durch die in Variationen immer wieder verwendeten Abfolgen im Laufe der Jahre zu Running Gags.

### Schlussgags
Für den Aufbau einer Komödie, die ein Crescendo von Gags beinhaltet, ist ein wirkungsvoller „Schlussknaller“ wichtig. Die Filme von Laurel & Hardy bedienten sich hierfür ganz unterschiedlicher Mittel, die vom eher Melancholischen bis hin zum Drastischen reichen. Ein typisches Filmende des Duos bestand etwa in einer Verfolgungsjagd durch Polizisten bzw. erzürnte Ehefrauen oder in der Zerstörung größerer Gegenstände, Autos oder Wohnungen.
Manche Filme entwickelten einen „Running Gag“ weiter hin zu einem überraschenden Schluss. So stellt sich am Ende von Beau Hunks heraus, dass auch der gefangengenommene Araberkrieger ein Bild der Herzensbrecherin bei sich trägt, die Ollie dazu brachte, der Fremdenlegion beizutreten. Am Ende von Pardon Us ertönt zum letzten Mal Laurels pfeifender Zahn, der schon den ganzen Film über für Probleme sorgte und nun den Gefängnisdirektor in Rage versetzt.
Laurel hatte eine Schwäche für sogenannte „freak endings“, das sind tatsächlich unmögliche, nur durch Tricks überhaupt darstellbare Schlüsse – zum Missfallen von Hal Roach, der damit nichts anfangen konnte. In Come Clean verschwindet Stan durch den Abfluss einer Badewanne. Am Ende von Dirty Work wird Ollie in einen Schimpansen verwandelt, in The Flying Deuces fliegt er zunächst als Engel himmelwärts und erscheint kurz darauf als Pferd auf einer Weide (erkennbar an Bart und Bowlerhut). Am Ende von The Bohemian Girl sieht man das Duo durch Folter gestreckt bzw. zusammengestaucht, in The Bullfighters gar skelettiert. Am Schluss von Midnight Patrol werden die zwei gleich von einem verärgerten Polizeipräsidenten erschossen.

### Prohibition
Der Beginn der filmischen Karriere Laurel & Hardys überschnitt sich teilweise mit der Alkoholprohibition in den USA, die Mitte der dreißiger Jahre endete. Einige Filme des Duos enthalten Bezüge auf die Prohibition oder beziehen sogar ihre Gags daraus. In „Love ’Em And Weep“ (1927) wird Laurel von einem misstrauischen Portier auf eine „Fahne“ hin beschnuppert, nachdem er im Eingang des „Pink Pup“ eine Treppe hinuntergefallen ist. In „Pardon us“ („Hinter Schloss und Riegel“) werden Laurel und Hardy zu Beginn als illegale Bierbrauer tätig und müssen dafür ins Gefängnis.
In „Them thar hills“ wird eine Schwarzbrennerbande von der Polizei beschossen und kurz darauf festgenommen. Die Schnapsbrenner schaffen es jedoch, Teile ihres Fusels in einem Brunnen zu entsorgen, aus dem kurz darauf Laurel und Hardy ihr „good old mountain water“ ziehen, dessen Genuss Hardy vom Arzt empfohlen wurde. Dies führt nicht nur zu einem Schwips, sondern auch zu einer handfesten Auseinandersetzung mit Charlie Hall, der als Ehemann von Mae Busch in dem Film auftritt. Alle Figuren des Films scheinen keine Ahnung von dem Geschmack alkoholischer Getränke zu haben, bis auf Hall, der das „mountain water“ angewidert ausspuckt.
Der deutlichste Bezug auf die Prohibition ist in dem Film „Blotto“ zu finden. Stan Laurel spricht hier explizit von einer Flasche Schnaps, die „vor der Prohibition auf die Seite geschafft“ worden sei. Sie wird von den beiden in einen Club geschmuggelt, wo sie sich damit in Stimmung bringen wollen – nur hat Stans Ehefrau (Anita Garvin) Wind von der Sache bekommen und die Flasche vorher mit „gepfefferter Seifenlauge“ (in der Originalversion nur „cold tea“) gefüllt.

### Nebendarsteller
Insbesondere bei Hal Roach arbeiteten Laurel und Hardy mit einigen Nebendarstellern regelmäßig zusammen, so traten Schauspieler wie Charlie Hall oder Sam Lufkin in mehr als jedem dritten Film des Komikerduos auf. Stan Laurel betonte stets den Einfluss der Nebendarsteller, so habe etwa ihr langjähriger Co-Star James Finlayson laut ihm genauso viel Anteil am Erfolg von Laurel und Hardy gehabt wie sie selbst. Mit vielen der Schauspieler war das Komikerduo auch privat befreundet.
Während die meisten Nebendarsteller dem Publikum unbekannt blieben und auch in anderen Filmen zumeist nur kleine Nebenrollen hatten, wurden einige von ihnen später berühmt. So traten etwa Lou Costello, Jean Harlow, Peter Cushing, Alan Ladd, Robert Cummings, Mary Gordon, Ellen Corby und Robert Mitchum zu Beginn ihrer Karrieren bei Laurel und Hardy auf. Gelegentlich hatten auch beliebte Komiker wie Ben Turpin oder Charley Chase, letzterer ebenfalls bei Hal Roach unter Vertrag, in Nebenrollen Gastauftritte.
In der folgenden Aufzählung bezieht sich die Zahl in Klammern auf die Anzahl der gemeinsamen Auftritte eines Darstellers mit Laurel und Hardy. Bei den Filmen muss es sich jedoch nicht zwangsläufig um Laurel-und-Hardy-Filme handeln.
- Jimmy Aubrey (3) war ein Mitspieler Laurels bei Fred Karno und anschließend Star eigener Kurzfilmkomödien, in denen Hardy um 1920 seinen Gegenspieler mimte. Später schlug er sich mit kleinen Rollen durch, auch an der Seite von Laurel und Hardy. In That’s My Wife war er der Betrunkene, der mit „Magnolia“ (=Stan) flirtet und Ollie am Ende des Films mit Suppe übergießt.
- Harry Bernard (25) spielte kleine Rollen, meistens Polizisten. In Any Old Port! hatte er eine etwas größere Sprechrolle als Ollies Freund, Boxmanager Harry. Unter den mitgezählten Filmen befinden sich auch der Charley-Chase-Kurzfilm On the Wrong Trek und der verschollene Langfilm Banditenlied, in denen sowohl Bernard als auch Laurel und Hardy auftraten.
- Mae Busch (13) war eine australischstämmige Schauspielerin, deren Starkarriere beim Film der 1920er-Jahre zum Erliegen kam, noch bevor sie richtig begonnen hatte. Anschließend spielte sie Xanthippen, geldgierige Flittchen und andere zweifelhafte weibliche Charaktere an der Seite von Laurel und Hardy. Zu ihren bekanntesten Rollen gehörten Mrs. Hardy in Die Wüstensöhne und die blutrünstige Gattenmörderin in Oliver the Eighth.
- Charley Chase (4), seinerzeit ebenfalls ein Star bei Hal Roach, spielte einen zu Scherzen aufgelegten Logenbruder in Die Wüstensöhne. Laurel und Hardy traten in zwei seiner Kurzfilme auf, einmal zufällig (Prä-Teaming) in Now I’ll Tell One und einmal in Form eines Cameos in On the Wrong Trek. Alle drei zusammen waren auch in Call of the Cuckoo, einem Film von Max Davidson, zu sehen.
- Dorothy Christy (2) spielte Betty Laurel in Die Wüstensöhne und hatte eine Statistenrolle als Nachtclub-Gast in Laurel und Hardy: Das ist meine Frau. Sie trat auch als Partnerin von Buster Keaton in dessen Tonfilm Parlor, Bedroom and Bath auf und spielte 1943 kurzzeitig die Ehefrau von Leon Errol in dessen Kurzfilmen.
- Dorothy Coburn (12) spielte in frühen Laurel-und-Hardy-Filmen meist attraktive und schlagfertige weibliche Charaktere wie die Krankenschwester in The Finishing Touch.
- Baldwin Cooke (30) war ein alter Freund von Stan Laurel und spielte ähnlich wie Harry Bernard oftmals Polizisten, Kellner oder Barmänner. Mitgezählt ist Hollywood Party.
- Richard Cramer (6) spielte Schurken wie den Ausbrecher in Saps at Sea oder sonstige übelgelaunte Gegner wie den Richter in Scram!. Mitgezählt ist wiederum Hollywood Party.
- Kay Deslys (6) trat größtenteils in den frühen Filmen auf, darunter zweimal als Mrs. Hardy. Vor allem bleibt sie aber als das flirtende Boxerliebchen aus We Faw Down in Erinnerung, das neckische Spielchen mit Stan treibt.
- Bobby Dunn (11) war ein Komiker-Veteran aus Keystone-Zeiten und in der ersten Hälfte der 1920er-Jahre Star etlicher Low-Budget-Kurzfilmkomödien. Anschließend fand er Arbeit als Kleindarsteller, bevor er 46-jährig starb. Seine einprägsamste Rolle in den Laurel-und-Hardy-Filmen war der stets freundlich grüßende Dieb in Tit for Tat, der nach und nach Ollies Elektroladen ausräumt.
- James Finlayson (32) gilt als berühmtester Nebendarsteller von Laurel und Hardy, mit denen er anfangs ein Komikertrio gebildet hatte. Der dünne Schotte mit dem Schnauzbart hatte den Part des Gegenspielers inne und war bekannt für seine schnell die Fassung verlierenden, überhektischen Charaktere und Schurkenkarikaturen. Paraderollen hatte er z. B. als streitsüchtiger „Haustürkunde“ in Big Business und als erbschleichender Saloonbesitzer in Way Out West. Call of the Cuckoo (Max Davidson) und Pick a Star sind bei der Anzahl der Filme mit eingerechnet.
- Anita Garvin (11) spielte attraktive, aber charakterlich schwierige weibliche Charaktere, z. B. zweimal Mrs. Laurel in Blotto und Be Big!. Mit Marion Byron bildete sie drei Kurzfilme lang ein Duo als weibliche Version von Laurel und Hardy.
- Billy Gilbert (11) spielte in der Regel aufbrausende, pompöse und selbstverliebte Figuren, z. B. den Klavierzertrümmerer in The Music Box oder den vermeintlich gehörnten Großwildjäger in Blockheads. Zu Die Wüstensöhne steuerte er nur seine Stimme bei. Ebenfalls mitgezählt ist der Kurzfilm On the Loose des weiblichen Komikerduos Todd & Pitts, in dem auch Laurel und Hardy zu sehen waren.
- Charlie Hall (47) spielte Giftzwerge und generell unangenehme Zeitgenossen, z. B. den eifersüchtigen Ehemann von Mae Busch in Them Thar Hills und Tit for Tat oder den hartherzigen Hauswirt in Laughing Gravy. Kein anderer Nebendarsteller spielte in mehr Filmen mit Laurel und Hardy, Call of the Cuckoo (Max Davidson), On the Loose (Todd & Pitts) und Pick a Star eingerechnet.
- Jack Hill (34) spielte meist Polizisten, Bedienstete oder Türsteher. Mitgezählt: The Stolen Jools, On the Loose (Todd & Pitts), On the Wrong Trek (Chase) und Pick a Star.
- Jean Harlow (3) hatte Kurzauftritte in zwei Stummfilmen mit Laurel und Hardy, bevor sie zu einem Sexsymbol der 1930er-Jahre wurde. Außerdem spielte sie eine nicht unerhebliche Rolle in Beau Hunks, in dem sie allerdings nur als Fotografie zugegen war.
- Fay Holderness (3) spielte jeweils einmal Mrs. Laurel (bzw. Mrs. Pincher[5]) und Mrs. Hardy und war auch in Max Davidsons Call of the Cuckoo mit dabei.
- Arthur Housman (5) war in Hollywood (aufgrund sattsamer Erfahrung im wirklichen Leben) auf die Rolle des komischen Betrunkenen abonniert, so auch in seinen Filmen mit Laurel und Hardy. In Scram! und The Live Ghost spielte er Schlüsselrollen.
- Isabelle Keith (2) spielte jeweils einmal Mrs. Laurel und Mrs. Hardy.
- Edgar Kennedy (12) war ein omnipräsenter Nebendarsteller in US-Komödien der 1910er- bis 1940er-Jahre und hatte zwischen 1931 und 1948 zudem seine eigene langlebige Komödienserie bei RKO Pictures. Spezialisiert auf leidende Pechvögel, die langsam vor sich hin brodelten („Slowburn“), hatte er als Polizist in Night Owls eine seiner dankbarsten Rollen in den Laurel-und-Hardy-Filmen, für die er zweimal auch als Regisseur tätig war.
- Lucien Littlefield (2) war der verrückte Professor in Dirty Work und der hilfreiche Veterinär in Die Wüstensöhne.
- Walter Long (5) spielte ähnlich wie Richard Cramer grimmige Schurken, jedoch einprägsamer und noch bedrohlicher, z. B. den Gefängnisschreck in Pardon Us oder den rachsüchtigen Ausbrecher in Going Bye-Bye!. Mitgezählt: Pick a Star.
- Sam Lufkin (39) spielte Polizisten und etliche andere kleine Rollen. Seine beste Rolle war wohl der grimmige Polizist in The Music Box, der das Komikerduo mit Knüppelschlägen traktiert. Mitgezählt: Pick a Star.
- Charles Middleton (4) spielte in gleich zwei Laurel-und-Hardy-Filmen Kommandanten der Fremdenlegion und prägte sich ansonsten als der herzlose bebrillte Wohlfahrtbeamte in Pack Up Your Troubles ein.
- James C. Morton (12) war Nebendarsteller und mit seiner kräftigen Stimme bei Roach oftmals als Polizist besetzt, für Laurel und Hardy z. B. als derjenige, dem der Schluss-Gag von Tit for Tat gewidmet ist. In Way Out West war er der Barkeeper, der Ollie den Holzhammer reicht. Mitgezählt: Pick a Star.
- Vivien Oakland (6) war zumeist, und so auch in den Laurel-und-Hardy-Filmen, auf respektable Damen abonniert. Sie spielte zweimal Mrs. Hardy und hatte ihre beste Rolle in Scram! als die Richtersgattin, die von dem Duo aus Versehen betrunken gemacht wird.
- Daphne Pollard (4) spielte unter anderem zweimal die zänkische Ehefrau von Oliver Hardy. Die Filmkarriere der australischstämmigen kleinwüchsigen Komödiantin erstreckte sich im Wesentlichen auf nur zehn Jahre, danach kehrte sie zu ihren Vaudeville-Wurzeln zurück. Wie Edgar Kennedy und Charley Rogers trat sie später auch noch einmal in einem Laurel-und-Hardy-Film der Nach-Roach-Ära auf.
- Viola Richard (8) war in den frühen Filmen von Laurel und Hardy häufig in der Rolle der attraktiven jungen Dame oder Geliebten zu sehen.
- Charley Rogers (9) spielte wegen seiner britischen Herkunft häufig Butler. Wichtig für Laurel und Hardy war er vor allem als Drehbuchautor, Gagschreiber und Regisseur.
- Tiny Sandford (24) spielte wegen seiner bulligen Gestalt meist Autoritätsfiguren und Polizisten, so wie den in Big Business, der die Destruktionsorgie von Laurel, Hardy und Finlayson ungläubig abwartend beobachtet. Sandford arbeitete auch mehrmals mit Charlie Chaplin zusammen, sodass seine bekannteste Rolle die des Fließbandarbeiters und Kaufhausdiebs Big Bill in Moderne Zeiten ist.
- Thelma Todd (6) spielte in den Filmen des Komikerduos die attraktive, flirtbereite Blondine, z. B. Lady Pamela in The Devil’s Brother, sowie einmal auch Mrs. Hardy. Laurel und Hardy traten zudem am Ende von On the Loose auf, einem Kurzfilm aus der Roach-Serie, in der Todd mit ZaSu Pitts (und später Patsy Kelly) ein weibliches Pendant zu ihnen bot (Todd in der Hardy-Rolle). Ihr letzter Film war The Bohemian Girl, bevor sie 29-jährig unter mysteriösen Umständen starb.
- Ben Turpin (2) war einer der populärsten Filmkomiker der Stummfilm-Ära, der sich im Tonfilm großteils auf gut bezahlte Kurzauftritte beschränkte. Mit seinen Schielaugen (Turpins Markenzeichen) bereitete er Laurel und Hardy zweimal Ungemach: In Our Wife verheiratete er als Friedensrichter aus Versehen Ollie mit Stan, während er als Klempner in Saps at Sea (seinem letzten Film) schlecht funktionierende Arbeit ablieferte.
- Noah Young (5) war einer der wichtigsten Nebendarsteller der Roach-Studios und ist als solcher vor allem aus den Filmen Harold Lloyds bekannt. Für Laurel und Hardy war er sehr effektiv als Mörder in Do Detectives Think? und als Stans furchteinflößender Boxgegner in The Battle of the Century.

## Laurel und Hardy in Deutschland
In Deutschland waren Stan Laurel und Oliver Hardy einzeln schon seit 1925 bekannt, da sie in zahlreichen Kurzfilmen als Nebendarsteller auftraten, so beispielsweise Hardy in Filmen von Larry Semon. Ihr erster Film als Duo kam im Oktober 1927 in die deutschen Kinos, und selbst in der Zeit des Nationalsozialismus waren sie in den Kinos als Dick und Doof zu sehen. Nach dem Zweiten Weltkrieg wurden ihre Filme wieder gezeigt, und Laurel und Hardy wurden, nicht zuletzt dank der stetig zunehmenden Verbreitung des Fernsehens, im Laufe der Zeit immer populärer. In den synchronisierten Fassungen wurde Laurel bis auf wenige Ausnahmen von Walter Bluhm gesprochen, Hardy von Will Dohm in den 1930er-Jahren, Arno Paulsen in den 1950er- und 1960er-Jahren, Hermann Pfeiffer in den 1950er-Jahren, Gerd Duwner in den 1960er-Jahren, Bruno W. Pantel in den 1950er-, 1960er- und 1970er-Jahren und Michael Habeck in den 1970er-Jahren bis ins neue Jahrtausend.
In Deutschland gibt es in Solingen ein Laurel & Hardy-Museum, das von Vera und Wolfgang Günther betrieben wird und in dem es neben Filmen des Komiker-Duos unter anderem Filmplakate, Figuren, Fotos, Programme, Pressematerial, Plastiken sowie private Dokumente von Laurel und Hardy zu sehen gibt.
2024 veröffentlichten die deutschen Autoren Andreas Baum und Michael Ehret unter Mitarbeit des deutschen Grafikers Axel Schuldes im FunFactoryFilms-Verlag einen umfangreichen Bildband über das Leben und Werk von Stan & Ollie mit dem Titel Laurel and Hardy: A True Love Story – The Pictorial History of Stan & Ollie: Their Life and Work (Volume 1) inklusive DVD und mit über 500 Seiten sowie zahlreichen Essays internationaler Laurel-&-Hardy-Experten. Die Vorworte zu diesem internationalen Bildband wurden von den bekannten deutschen Komikern Otto Waalkes und Martin Schneider sowie Cem Özdemir beigesteuert, dem deutschen Bundesminister für Ernährung und Landwirtschaft.

### Die Fernsehserien

#### Dick und Doof
Von Juli 1970 bis Mai 1973 waren Laurel und Hardy freitags im ZDF-Vorabendprogramm in der 98-teiligen Serie Dick und Doof mit stark veränderten Fassungen ihrer Filme zu sehen. Die Kurzfilme wurden oft mit Solofilmen von Laurel und einmal auch von Hardy oder mit geschnittenen Szenen aus gemeinsamen Stummfilmen gekoppelt, um sie an das Sendeschema des ZDF anzupassen. Die Spielfilme wurden gekürzt und dann in 25 Minuten lange Folgen geteilt. In mehreren Episoden wurden Szenen aus bis zu sechs Filmen zu komplett neuen Handlungen zusammengefügt. Die Stummfilmfolgen erhielten einen Kommentar aus dem Off, der von Hanns Dieter Hüsch gesprochen wurde.
In den Tonfilmen und einigen Stummfilmen, die man wie Tonfilme synchronisierte, wurde Stan Laurel wieder von Walter Bluhm und Oliver Hardy nun von Bruno W. Pantel gesprochen. Die Synchronisation für viele dieser Filme wurde in München bei Beta-Technik erstellt. Bei einigen Filmen griff man allerdings auf ältere Kinofassungen zurück. Für die Serie zeichneten Heinz Caloué und Gert Mechoff verantwortlich. Die Musik, insbesondere das Dick-und-Doof-Thema, lieferten Fred Strittmatter und Quirin Amper Jr. Der Vorspann wurde aus Szenen des Kurzfilms The Music Box (Der zermürbende Klaviertransport) zusammengeschnitten, der Abspann ist ein Ausschnitt aus Busy Bodies (Am Rande der Kreissäge).

#### Zwei Herren dick und doof
Von März 1975 bis Oktober 1980 wurden 24 Stummfilme und drei als Stummfilme bearbeitete frühe Tonfilme in der Serie Zwei Herren dick und doof freitags im Vorabendprogramm in 27 Folgen gezeigt. Auch in dieser Reihe wurden die Filme von Hanns Dieter Hüsch kommentiert. Die Musik von Strittmatter und Amper Jr. wurde hauptsächlich aus Väter der Klamotte übernommen. Für Vor- und Abspann verwendete man die Tanzeinlage aus dem Spielfilm Way Out West – Zwei ritten nach Texas.
Hier standen als Sendezeit nicht mehr 25, sondern nur zwischen 15 und 18 Minuten zur Verfügung, woraufhin die Filme mehr oder weniger stark gekürzt werden mussten. In der Folge Die nächtliche Ziegenwäsche wurden als einzige Ausnahme zwei Filme zusammengefügt. Sie beginnt mit der Tortenschlacht, dem zu dieser Zeit einzigen verfügbaren Fragment des frühen Stummfilms The Battle of the Century, und geht dann in den Hauptfilm Angora Love über.

#### Lachen Sie mit Stan und Ollie
Seriöser war die von Theo Lingen moderierte Fernsehreihe Lachen Sie mit Stan und Ollie, die insgesamt 21 Spielfilme umfasste, von September 1975 bis Dezember 1980 zunächst im Abendprogramm, ab 1978 im Nachmittagsprogramm des ZDF. Bei diesen Bearbeitungen wurden die Filme mit Walter Bluhm als Stan und Michael Habeck als Oliver neu synchronisiert und möglichst dem Original entsprechend präsentiert. Bei den meisten Bearbeitungen wurden alte Dialogbücher, die schon bei den Kinobearbeitungen verwendet worden waren, benutzt und von Wolfgang Schick aufgearbeitet.
Jeder Spielfilm wurde mit Informationen zur jeweiligen Filmproduktion in einem Studio mit Filmplakaten und Requisiten des gezeigten Filmes von Theo Lingen eingeleitet. In einem seiner Referate hatte sich Theo Lingen auch von der Bezeichnung Dick und Doof distanziert, allerdings gab es in dem Film Auf hoher See, der letzten Produktion von Hal Roach von 1940, einen Insider-Gag, in dem jeweils Ollie Stan als Doof und Stan Ollie als Dick bezeichnet. Im Laufe des Filmes ist auch die Titelmelodie der Serie Dick und Doof im Radio zu hören.

#### Meisterszenen
Vom September 1979 bis Dezember 1980 wurde eine weitere Serie in 30 Episoden mit dem Titel Meisterszenen gezeigt. Hierbei handelte es sich um 15-minütige Folgen. In dieser Serie wurden keine kompletten oder leicht gekürzten Filme wie bei den Vorgängerserien Dick und Doof, Zwei Herren dick und doof oder Lachen Sie mit Stan und Ollie gezeigt, sondern Höhepunkte von ein bis zwei thematisch zusammengefassten Filmen, wie zum Beispiel Kindererziehung oder Eheleben, in einer Art Best-of-Präsentation.
Die Überleitungen wurden auch in der Serie wieder von Hanns Dieter Hüsch gesprochen, die Hintergrundmusik stammt von Lachen Sie mit Stan und Ollie. Die Synchronisationen waren zum Teil aus den Kinofassungen der Filme, vereinzelt auch aus den Fernsehfassungen, so dass Hardys Stimme innerhalb einer Folge manchmal wechselte. Der Vorspann bestand aus einem Buch, das auf jeder Seite Bilder aus Filmen oder Informationen zur deutschen Bearbeitung enthielt. Er wurde ab 1981 in einer geänderten Version für die Serie Meisterszenen der Klamotte verwendet.

### Super 8, Sammelbilder und Dokumentation
Von den 1960er- bis in die 1990er-Jahre hinein wurden ihre Filme auf Super 8 und Normal 8 (Schmalfilm) für das Heimkino vermarktet, wobei ein seltener Farbkurzfilm erhältlich war. Erst später kam die Auswertung auf Videos und DVDs dazu. In den 1970er-Jahren gab es Sammelbilder der Firma Americana mit Laurel-&-Hardy-Motiven, die man in ein Album kleben konnte.
Über das Leben und Werk von Laurel und Hardy wurde 2011 von dem deutschen Autor und Regisseur Andreas Baum im Auftrag von ZDF/ARTE eine 90-minütige Dokumentation mit dem Titel Laurel and Hardy: Die komische Liebesgeschichte von ‚Dick & Doof‘ (englischer Titel: Laurel & Hardy: Their Lives and Magic) produziert, die neben zahlreichen Filmausschnitten viele bis dato unveröffentlichte Fotos, Interviews, Dokumente und Privataufnahmen der beiden enthält und die seit 2012 auf DVD erhältlich ist.

## Filmografie
Langfilme sind durch Fettdruck hervorgehoben.
| Erstveröffentlichung | Originaltitel                           | Deutsche Titel (Kino, TV, Super 8, DVD) | Bemerkungen |
| -------------------- | --------------------------------------- | --- | --- |
| Oktober 1921         | The Lucky Dog                           | Der glückliche Hund / Ein Hundeglück | Laurel-Solo-Film; erster Film, in dem beide (noch nicht als Duo) gemeinsam auftreten |
| 26. Dezember 1926    | 45 Minutes from Hollywood               | Väter der Klamotte: Diese Dame ist ein Kerl | Laurel in Statisten- und Hardy in größerer Nebenrolle |
| 13. März 1927        | Duck Soup                               | Leichte Beute | erster Einsatz als Duo |
| 03. April 1927       | Slipping Wives                          | Haltlose Frauen / Der verklemmte Verführer | |
| 12. Juni 1927        | Love ’Em and Weep                       | Liebe sie unter Tränen | Hardy nur in Statistenrolle |
| 17. Juli 1927        | Why Girls Love Sailors                  | Warum Mädchen Matrosen lieben | |
| 28. August 1927      | With Love And Hisses                    | Mit Liebe und Lärm / Schicksal in Uniform / Käse mit Knoblauch | |
| 10. September 1927   | Sugar Daddies                           | Sugar Daddies | |
| 25. September 1927   | Sailors, Beware!                        | Die Dame mit den langen Fingern / Seeleute habt Acht! / Der Lümmel im Kinderwagen                                                                                           | |
| 08. Oktober 1927     | The Second Hundred Years                | Kavaliere für 24 Stunden / Dem Henker entronnen / Mit dem Pinsel in der Hand / Die zweiten hundert Jahre                                                                    | erster Film, in dem die Komiker offiziell als Duo angekündigt wurden |
| 09. Oktober 1927     | Now I’ll Tell One                       | | Gastauftritt bei Charley Chase; zweite Rolle erst 1989 wieder aufgetaucht, in Deutschland nicht auf DVD erhältlich |
| 15. Oktober 1927     | Call of the Cuckoo                      | Der Ruf des Kuckucks / Das Haus der tausend Freuden | Gastauftritt bei Max Davidson |
| 15. November 1927    | Hats Off!                               | Hut ab! | 2016 wurde der verschollene Kurzfilm und das Original von The Music Box anhand von Szenen-Fotos rekonstruiert. |
| 20. November 1927    | Do Detectives Think?                    | Gebrauchen Detektive ihren Kopf? / Das Fleischmesser an der Gurgel (TV) / Die Rache des Raubmörders (TV)                                                                    | |
| 03. Dezember 1927    | Putting Pants On Philip                 | Hosen für Philip | |
| 31. Dezember 1927    | The Battle Of The Century               | Alles in Schlagsahne / Die Schlacht des Jahrhunderts | Der Film besteht aus insgesamt drei Rollen. Zuerst wurde die erste und dritte Filmrolle wiedergefunden, womit der Kurzfilm wieder fast vollständig und die Tortenschlacht wieder komplett enthalten war. Im Jahr 2015 wurde bekannt, dass die damals noch fehlende zweite Rolle, mit der Szene des Versicherungsvertreters (Eugene Pallette), im Jahr 2004 im Nachlass des Filmesammlers Gordon Berkow wiedergefunden wurde. Der Film ist damit vollständig erhalten.                    |
| 12. Februar 1928     | Flying Elephants                        | Fliegende Elefanten | |
| 25. Februar 1928     | The Finishing Touch                     | Das unfertige Fertighaus / Die verspeisten Nägel / Der letzte Schliff / Die letzten Handgriffe / Das ideale Wochenendhaus / Dick und Doof schön leise                       | |
| 28. Februar 1928     | Leave ’Em Laughing                      | Lass sie lachen | |
| 24. März 1928        | From Soup To Nuts                       | Von der Suppe zum Dessert | |
| 21. April 1928       | You’re Darn Tootin’                     | Ich pfeif’ dir was! / Der beleidigte Bläser | |
| 19. Mai 1928         | Their Purple Moment                     | Dick und Doof im Sündenpfuhl / Mit dem Essen im Gesicht / Die Geldgierigen / Ihre Sternstunde                                                                               | |
| 08. September 1928   | Should Married Men Go Home?             | Sollen verheiratete Männer nachhause gehen? / Dick und Doof spielen Golf / Golfspieler im Morast                                                                            | |
| 06. Oktober 1928     | Early To Bed                            | Früh zu Bett | Early to Bed ist der einzige Film von Laurel und Hardy, der unter der Regie von Emmett Flynn entstand. |
| 03. November 1928    | Two Tars                                | Zwei Matrosen / Das Zerlegen von Kraftwagen | |
| 01. Dezember 1928    | Habeas Corpus                           | Habeas Corpus | |
| 29. Dezember 1928    | We Faw Down                             | Wir fallen auf die Nase / Im Strudel der Gosse / Dick und Doof auf Abwegen                                                                                                  | |
| 26. Januar 1929      | Liberty                                 | Freiheit / Die Sache mit der Hose | |
| 23. Februar 1929     | Wrong Again                             | Wieder falsch / Blinde Wut / Wieder geirrt / Der Gaul auf dem Klavier | Der Film wurde sowohl in einer stummen als auch in einer Tonfassung gedreht. Heute existiert nur noch die stumme Version. |
| 23. März 1929        | That’s My Wife                          | Das ist meine Frau | |
| 20. April 1929       | Big Business                            | Das große Geschäft / Große Geschäfte / Vom Wahnsinn umzingelt | |
| 04. Mai 1929         | Unaccustomed As We Are                  | Die brennende Nachbarin / Ungeübt wie wir sind | Erster Tonfilm, zuvor alles Stummfilme |
| 19. Mai 1929         | Double Whoopee                          | Der Prinz im Fahrstuhlschacht / Doppelte Freude | Stummfilm |
| 01. Juni 1929        | Berth Marks                             | In einem Bett / Nachtquartier | Tonfilm |
| 29. Juni 1929        | Men O’ War                              | Dick und Doof als Matrosen / Dick und Doof, die Vollmatrosen / Kriegsschiffe / Als Matrosen / Blaue Jungs in Schwierigkeiten                                                | Tonfilm |
| 10. August 1929      | A Perfect Day                           | Dick und Doof machen eine Landpartie / Der Sport am Sonntag / Ein perfekter Tag / Eine Landpartie                                                                           | Tonfilm |
| 21. September 1929   | They Go Boom                            | Das feuchte Hotelbett / Zum Verrücktwerden / Ein explosives Krankenlager | Tonfilm |
| 19. Oktober 1929     | Bacon Grabbers                          | Schnorrer | Stummfilm |
| 16. November 1929    | The Hoose-Gow                           | Unschuldig hinter Gittern / Kittchen | Tonfilm |
| 23. November 1929    | The Hollywood Revue of 1929             | Die Hollywood-Revue 1929 | Gastauftritt, Tonfilm |
| 14. Dezember 1929    | Angora Love                             | Kuschel-Liebe | Letzter Stummfilm, danach nur Tonfilme |
| 04. Januar 1930      | Night Owls                              | Dick und Doof als Einbrecher / Nachteulen / Als Einbrecher / Gib mir den Hammer                                                                                             | |
| 08. Februar 1930     | Blotto                                  | Angeheitert / Beschwipst / Sternhagelvoll / Skandal im Regenbogenclub / Dick und Doof als Nachtschwärmer                                                                    | |
| 22. März 1930        | Brats                                   | Glückliche Kindheit / Knirpse / Vaterfreuden / Das Kind in der Wanne | |
| 26. April 1930       | Below Zero                              | Dick und Doof als Musikanten / Dick und Doof in tausend Nöten / Unter Null / Unterschlagene Noten                                                                           | |
| 10. Mai 1930         | The Rogue Song                          | Banditenlied | Stan Laurel und Oliver Hardy haben in diesem Film wichtige Nebenrollen. Die komplett erhaltene englische Tonspur gibt es auf CD und beweist, dass sie nicht nur Gastauftritte haben. Anhand von Szenen-Fotos und den bisherigen Filmfragmenten (ca. 30 Minuten) hat man den Film mit der erhaltenen englischen Tonspur rekonstruiert. Diese ist wie die Tonspur ca. 104 Minuten lang. Die deutsche Verleihfassung Banditenlied gilt, wie die englische Originalfassung, als verschollen. |
| 31. Mai 1930         | Hog Wild                                | Panik auf der Leiter / Wie die wilden Säue / Die Antenne | |
| 06. September 1930   | The Laurel & Hardy Murder Case          | Ohne Furcht und Tadel / Der Laurel & Hardy-Mordfall / Spuk um Mitternacht / Dick und Doof auf Gespensterjagd / Die Nacht im Mordhaus                                        | Der Originaltitel spielt auf die damals populäre Philo-Vance-Serie von Paramount an, deren sämtliche Filme The […] Murder Case betitelt waren. |
| 29. November 1930    | Another Fine Mess                       | Dick und Doof als Wohnungsagenten / Schon wieder so ein Schlamassel / Zwei Kuckuckseier / Wohnungsagenten / Endstation Villa Bockschuß                                      | Remake von Duck Soup |
| 07. Februar 1931     | Be Big                                  | Die Qual mit den Stiefeln / Sei groß! / Sei ein Mann / Dick und Doof, die Schwerenöter / Herrenpartie / Dick und Doof und die Herrenpartie                                  | |
| 21. Februar 1931     | Chickens Come Home                      | Die Dame auf der Schulter / Wer andern eine Grube gräbt … / Sowas kommt von sowas / Den Glücklichen schlägt keine Stunde / Die Mustergatten                                 | Remake von Love ’Em and Weep |
| 04. April 1931       | Laughing Gravy                          | Alle Hunde lieben Stan / Die Lach-Soße / Ein Hundewetter / Auf den Hund gekommen                                                                                            | |
| 16. Mai 1931         | Our Wife                                | Die Braut wird geklaut / Unsere Frau / Unsere Hochzeit / Verkehrt verheiratet                                                                                               | |
| 15. August 1931      | Pardon Us                               | Hinter Schloss und Riegel / Wir bitten um Gnade / Meuterei hinter Gittern                                                                                                   | Erster eigener abendfüllender Spielfilm des Duos mit über einer Stunde Laufzeit |
| 19. September 1931   | Come Clean                              | In die Falle gelockt / Hosen runter / Sauber dastehen / Dick und Doof als Lebensretter                                                                                      | |
| 31. Oktober 1931     | One Good Turn                           | Retter in der Not / Eine gute Wendung / Von Gefahren umlauert / Dick und Doof bei Tante Klara                                                                               | |
| 12. Dezember 1931    | Beau Hunks                              | In der Wüste / Lümmel / Laurel und Hardy in der Wüste / Duell mit den Wüstensöhnen                                                                                          | |
| 26. Dezember 1931    | On The Loose                            | | Gastauftritt bei Thelma Todd & ZaSu Pitts |
| 23. Januar 1932      | Helpmates                               | Wir sitzen in der Klemme / Hilfreiche Hände/Als Fußbodeningenieure | |
| 05. März 1932        | Any Old Port                            | Dick und Doof gehen vor Anker / Irgendein alter Hafen / Bitteres Seemannslos                                                                                                | |
| 16. April 1932       | The Music Box                           | Der zermürbende Klaviertransport / Das verrückte Klavier / Die Music Box | Remake von Hats Off; als beste Kurzfilm-Komödie mit dem Oscar ausgezeichnet |
| 21. Mai 1932         | The Chimp                               | Dick und Doof in der Manege / Der Schimpanse / Der Gorilla unter der Bettdecke                                                                                              | |
| 25. Juni 1932        | County Hospital                         | Dick und Doof im Krankenhaus / Kreis-Krankenhaus / Im Krankenhaus / Im Taumel des Rauschgifts                                                                               | |
| 10. September 1932   | Scram!                                  | Gelächter in der Nacht / Verschwindet! / Auf der Flucht | |
| 17. September 1932   | Pack Up Your Troubles                   | Die Teufelsbrüder / Vergiss deine Sorgen / Dick und Doof als Rekruten / Zwei Musketiere                                                                                     | Zweiter abendfüllender Spielfilm |
| 05. November 1932    | Their First Mistake                     | Dick und Doof adoptieren ein Kind / Ihr erster Fehler | |
| 31. Dezember 1932    | Towed in a Hole                         | Dick und Doof kaufen ein Schiff / In ein Loch gezogen / Kaufen ein Schiff / Frischer Fisch / Segler, ahoi!                                                                  | |
| 25. Februar 1933     | Twice Two                               | Dick und Doof als Ehemänner / Zweimal Zwei / Glückliche Frauenherzen | |
| 22. April 1933       | Me And My Pal                           | Als Mitgiftjäger / Ich und mein Freund / Verspielte Millionen | |
| 05. Mai 1933         | The Devil’s Brother                     | Die Sittenstrolche / Die Teufelsbrüder / Hände hoch – oder nicht / Fra Diavolo                                                                                              | Nach der Oper Fra Diavolo, dritter abendfüllender Spielfilm |
| 03. August 1933      | The Midnight Patrol                     | Dick und Doof als Polizisten / Die Mitternachtspatrouille / Als Polizisten / Die Hüter des Gesetzes / Bestellen Sie zwei Särge                                              | |
| 07. Oktober 1933     | Busy Bodies                             | Am Rande der Kreissäge / Fleißige Hände | |
| 28. Oktober 1933     | Wild Poses                              | Spanky beim Fotografen | Gastauftritt bei den Kleinen Strolchen |
| 25. November 1933    | Dirty Work                              | Als Schornsteinfeger / Schmutzige Arbeit | |
| 29. Dezember 1933    | Sons Of The Desert                      | Die Wüstensöhne / Hilfe, wir sind ertrunken | Vierter abendfüllender Spielfilm |
| 13. Januar 1934      | (The Private Life of) Oliver the Eighth | Dick und Doof auf Freiersfüßen / Das Privatleben von Oliver dem Achten / Als Ehekandidaten / Die Gattenmörderin / Heiratskandidaten                                         | |
| 01. Juni 1934        | Hollywood Party                         | Hollywood Party / Die Löwen von Hollywood | Gastauftritt |
| 23. Juni 1934        | Going Bye Bye                           | Der große Fang / Wir verdrücken uns | |
| 21. Juli 1934        | Them Thar Hills                         | Jene fernen Berge / Selige Campingfreuden / Jene fernen Hügel | |
| 30. November 1934    | Babes in Toyland                        | Rache ist süß / Die lieben Kleinen im Spielzeugland | Operette mit Gesangs- und Tanzeinlagen, lose Adaption der Operette Babes in Toyland von Victor Herbert, fünfter abendfüllender Spielfilm |
| 08. Dezember 1934    | The Live Ghost                          | Gespenst an Bord / Das leibhaftige Gespenst / Das Geisterschiff / Dick und Doof auf dem Geisterschiff / Spuk an Bord / Das Gespensterschiff / Der betrunkene Geist          | |
| 05. Januar 1935      | Tit For Tat                             | Die besudelte Ehre / Wie du mir, so ich dir | |
| 09. Februar 1935     | The Fixer Uppers                        | Dick und Doof als Scheidungsgrund / Die Heinzelmännchen / Die Vermittler / Verlorene Liebe                                                                                  | |
| 16. März 1935        | Thicker Than Water                      | Zum Nachtisch weiche Birne / Dicker als Wasser | Letzter regulärer Kurzfilm, danach nur noch abendfüllende Spielfilme oder Gastauftritte |
| 23. August 1935      | Bonnie Scotland                         | Wir sind vom schottischen Infanterie-Regiment / Die tapferen Schotten | |
| 14. Februar 1936     | The Bohemian Girl                       | Das Mädel aus dem Böhmerwald / Das Mädchen aus Böhmen / Lustig ist das Zigeunerleben / Komödiantenblut / Dick und Doof werden Papa                                          | Operette mit Gesangs- und Tanzeinlagen. In der deutschen Synchronfassung wurde aus Ollies "untreuer Ehefrau", so im Original, "die Schwester". Leider wurde auch bei der ZDF-Bearbeitung (Lachen Sie mit Stan und Ollie) derselbe Synchronfehler übernommen. |
| 18. April 1936       | On The Wrong Trek                       | | Gastauftritt bei Charley Chase |
| 1936                 | Galaxy Of Stars                         | | Werbe-Kurzfilm für MGM-Filme mit 3 Minuten Laurel und Hardy Sketch; 2005 wiederentdeckt |
| 30. Oktober 1936     | Our Relations                           | Die Doppelgänger / 2 x Dick und 2 x Doof / Die lieben Verwandten / Die Doppelgänger von Sacramento                                                                          | |
| 16. April 1937       | Way Out West                            | Ritter ohne Furcht und Tadel / Dick und Doof im Wilden Westen / Zwei ritten nach Texas / Lola und ihr Wirt + Der Wirt am Kronleuchter (2 × 50 min, ZDF) / Draußen im Westen | |
| 21. Mai 1937         | Pick A Star                             | Sternschnuppen / Pflück’ dir einen Stern! / Lachkatastrophe | Gastauftritt. Neu herausgebracht am 1. Februar 1954 als Movie Struck. Eine gekürzte Version des Films wurde A Day At The Studio genannt. |
| 20. Mai 1938         | Swiss Miss                              | Als Salontiroler / Swiss Miss / Das Schweizermädel | |
| 19. August 1938      | Blockheads                              | Die Klotzköpfe / Lange Leitung | |
| 20. Oktober 1939     | The Flying Deuces                       | In der Fremdenlegion / Fliegende Teufelsbrüder | Über weite Strecken ein Remake von Beau Hunks; produziert von Boris Morros Productions. |
| 16. Februar 1940     | A Chump At Oxford                       | In Oxford / Ein Dummkopf in Oxford / Genies in Oxford / Dick und Doof in der Schule / Dick und Doof als Studenten                                                           | Das erste Drittel ist ein Remake von From Soup to Nuts. |
| 03. Mai 1940         | Saps At Sea                             | Auf hoher See / Deppen zur See | Letzter Film für die Hal Roach Studios |
| 10. Oktober 1941     | Great Guns                              | Dick und Doof, Schrecken der Kompanie / Große Kanonen / Große Kaliber | Produziert von Fox |
| 17. August 1942      | A-Haunting We Will Go                   | Dick und Doof als Geheimagenten / Wir gehen zaubern / Dick und Doof in geheimer Mission / Fauler Zauber / Die Geheimagenten                                                 | Produziert von Fox |
| 04. April 1943       | Air Raid Wardens                        | Luftschutzwarte / Schrecken aller Spione / Bombenkerle | Produziert von MGM |
| 17. April 1943       | The Tree in a Test Tube                 | Im Reagenzglas | Produziert vom U. S. Department of Agriculture, gedreht bei Fox. Lehrfilm in Farbe auf Kodachrome 16 mm, einziger bekannter Auftritt des Duos in Farbe (Länge 10:30 Min. / Länge der Laurel und Hardy Sequenz 4:30 Min.) |
| 11. Juni 1943        | Jitterbugs                              | Dick und Doof und die Wunderpille / Die Wunderpille / Jitterbugs | Produziert von Fox |
| 19. November 1943    | The Dancing Masters                     | Dick und Doof, die Tanzmeister / Die Tanzlehrer | Produziert von Fox |
| 22. September 1944   | The Big Noise                           | Der große Knall / Der große Krach | Produziert von Fox |
| 06. Dezember 1944    | Nothing But Trouble                     | Die Leibköche seiner Majestät / Nichts als Ärger | Produziert von MGM |
| Mai 1945             | The Bullfighters                        | Stierkämpfer wider Willen / Die Stierkämpfer | Produziert von Fox |
| 17. Oktober 1951     | Atoll K / Utopia                        | Dick und Doof erben eine Insel / Atoll K | Produziert (1950) von Les Films Sirius (Frankreich) |

## Besondere Sprachversionen
Zu Beginn der Tonfilmzeit war es noch nicht üblich, grundsätzlich Filme für das Ausland synchronisieren zu lassen, obwohl es diese Technik schon gab. Hal Roach ließ daher zu dieser Zeit einige Laurel-und-Hardy-Filme in mehreren Sprachversionen drehen. Stan Laurel und Oliver Hardy lernten dazu mit Hilfe eines Sprachtrainers den Text auf Spanisch, Französisch, Deutsch und eventuell auf Italienisch. Letzteres ist nicht sicher geklärt. Zudem lasen sie diese fremdsprachigen Sätze während der „Takes“ phonetisch von Tafeln ab, die im Kamera-Off standen. Ein Großteil der Nebendarsteller wurde in diesen phonetischen Versionen durch ausländische Schauspieler ersetzt. Diese Filme sind teilweise auch anders geschnitten und enthalten zum Teil längere Sequenzen von bekannten Szenen sowie oft auch Zusatzszenen, welche in den originalen amerikanischen Versionen nicht vorhanden sind. Daher gelten diese Versionen als eigenständige Filme. Viele dieser Sprachversionen sind verschollen. Einige sind jedoch erhalten bzw. in letzter Zeit wieder gefunden worden. Nachfolgend eine Übersicht über die Sprachversionen, sortiert nach den (teils mutmaßlichen) Uraufführungsterminen. Auch hier bedeutet „–“, dass der Film in Deutschland nicht auf DVD erschienen ist.
- 4. Januar 1930 Ladroni (italienische Sprachversion von NIGHT OWLS?) (–) [fraglich ob produziert]
- 7. Januar 1930 Ladrones (spanische Sprachversion von NIGHT OWLS) (–)
- Februar 1930 Une Nuit Extravagante (franz. Sprachversion von BLOTTO) (–) [nur fragmentarisch erhalten]
- 14. Februar 1930 Glückliche Kindheit (deutsche Sprachversion von BRATS) [verschollen]
- März 1930 Les Bons Petits Diables (franz. Sprachversion von BRATS) [verschollen]
- 19. April 1930 La Vida Nocturna (spanische Sprachversion von BLOTTO) (–)
- 27. Juni 1930 Tiembla Y Titubea (spanische Sprachversion von BELOW ZERO) (–)
- 19. Juli 1930 Radiomanía (spanische Sprachversion von HOG WILD) [verschollen]
- Juli 1930 Pêle-Mêle (franz. Sprachversion von HOG WILD) [verschollen]
- 16. Oktober 1930 Noche De Duendes (spanische Sprachversion von BERTH MARKS/THE LAUREL & HARDY MURDER CASE) (–)
- 19. März 1931 De Bote En Bote (spanische Sprachversion von PARDON US) (–)
- März 1931 Sous Les Verrous (franz. Sprachversion von PARDON US) [verschollen]
- März 1931 Muraglie (italienische Sprachversion von PARDON US?) [fraglich ob produziert]
- Oktober 1930 Feu Mon Oncle (franz. Sprachversion von BERTH MARKS/THE LAUREL & HARDY MURDER CASE) [verschollen]
- April 1931 Les Carottiers (franz. Sprachversion von BE BIG/LAUGHING GRAVY)
- 19. April 1931 Los Calaveras (spanische Sprachversion von BE BIG/LAUGHING GRAVY)
- 1. Mai 1931 Politiquerías (spanische Sprachversion von CHICKENS COME HOME) (–)
- 21. Mai 1931 Spuk um Mitternacht (deutsche Sprachversion von BERTH MARKS/THE LAUREL & HARDY MURDER CASE) (erschienen 2010 – aus russ. Filmarchiv)
- 23. April 1932 Hinter Schloss und Riegel (deutsche Sprachversion von PARDON US) [nur fragmentarisch erhalten]

## Auszeichnungen und Ehrungen
- Der Kurzfilm Der zermürbende Klaviertransport (1932) wurde mit einem Oscar als Bester Kurzfilm ausgezeichnet.
- 1961 erhielt Stan Laurel einen Ehrenoscar für sein Lebenswerk.
- 1992 wurde der Kurzfilm Das große Geschäft (1929) als "kulturell, geschichtlich und ästhetisch bedeutsam" ins National Film Registry aufgenommen. 1997 folgte Der zermürbende Klaviertransport (1932),[15] 2012 Die Wüstensöhne (1933).[16]
- 2000 setzte das American Film Institute Die Wüstensöhne (1933) auf Platz 96 in seiner Liste der 100 besten amerikanischen Komödienfilme.
- 2003 erstellte die Bundeszentrale für politische Bildung in Zusammenarbeit mit zahlreichen Filmschaffenden einen Filmkanon für die Arbeit an Schulen und nahm beispielhaft für die Arbeit der beiden den Stummfilm Der beleidigte Bläser (You’re Darn Tootin’) in ihre Liste mit auf.

## Sonstiges
- Die größte Organisation von Laurel-und-Hardy-Fans weltweit sind die Sons of the Desert, benannt nach der gleichnamigen Loge im gleichnamigen Film, die 1965 gegründet wurde und bis heute Fantreffen organisiert und das kulturelle Erbe des Duos bewahrt.
- Sowohl in Laurels Heimatstadt Ulverston als auch in Hardys Heimatstadt Harlem, Georgia sowie im deutschen Solingen existieren Laurel-und-Hardy-Museen.
- Die Beatles verwendeten Bilder von Laurel und Hardy neben denen zahlreicher anderer Persönlichkeiten des 20. Jahrhunderts auf der Hülle ihres 1967 erschienenen Albums Sgt. Pepper’s Lonely Hearts Club Band.
- Im Asterix-Band Obelix GmbH & Co. KG haben Laurel und Hardy als trottelige Legionäre, die gewohnt schusselig einen Hinkelstein abladen, einen kurzen Cameo-Auftritt.
- Im Guinness-Buch der Rekorde sind Laurel und Hardy als die langlebigste Comedy-Partnerschaft erwähnt.[17]

### Deutsch
- Norbert Aping: Laurel & Hardy auf dem Atoll. Auf den Spuren von Laurel und Hardys letztem Spielfilm. Schüren, Marburg 2007, ISBN 978-3-89472-436-8.
- Norbert Aping: Das kleine Dick-und-Doof-Buch: Die Geschichte von Laurel und Hardy in Deutschland. Schüren, Marburg 2022, ISBN 978-3-7410-0414-8.
- Christian Blees: Laurel & Hardy: Ihr Leben, ihre Filme. 4. Auflage. Trescher, Berlin 2002, ISBN 3-89794-022-1.
- Christian Blees: Laurel & Hardy – mehr als dick und doof. Hörbuch. Audiobuch Verlag, Freiburg 2007, ISBN 978-3-89964-258-2.
- Christian Blees: Alles, was Sie über Laurel & Hardy wissen müssen. Rhombos Verlag, Berlin 2014, ISBN 978-3-944101-30-9.
- Rainer Dick: Laurel & Hardy und die Frauen. Vorwort: Ottfried Fischer, Fachverlag für Filmliteratur Landshut 2015, ISBN 978-3-943127-05-8.
- Rainer Dick: Laurel und Hardy: Die größten Komiker aller Zeiten. Heyne, München 1995, ISBN 3-453-09006-3.
- Rainer Dick: Laurel & Hardy: Sehr viel mehr als dick und doof . Boiselle & Ellert, Neustadt 2022, ISBN 978-3-946587-33-0.
- William K. Everson: Laurel und Hardy und ihre Filme. Citadel-Filmbücher, Hrsg. Joe Hembus. Goldmann, München 1980, ISBN 3-442-10204-9.
- Neil Grant: Laurel & Hardy: Die Legende lebt! Bechtermünz, Augsburg 1997, ISBN 3-86047-643-2.
- Wolfgang Günther u. a.: TWO TARS JOURNAL. Die Zeitschrift erscheint einmal pro Jahr und enthält Artikel rund um Laurel & Hardy und die Aktivitäten der „Sons Of The Desert“ weltweit.[18]
- Sven Hanuschek: Laurel & Hardy. Eine Revision. Paul Zsolnay, Wien 2010, ISBN 978-3-552-05506-3.
- Sven Hanuschek: "Two Angels of my Time": Komik und Katastrophe – Laurel & Hardy. In: Michael Braun (u. a.) (Hrsg.): Komik im Film. Königshausen & Neumann, Würzburg 2019, S. 153–169.

### Englisch
- Andreas Baum und Michael Ehret: LAUREL AND HARDY: A TRUE LOVE STORY - THE PICTORIAL HISTORY OF STAN & OLLIE: THEIR LIFE AND WORK (Volume 1), FunFactoryFilms, Kassel 2024, ISBN 978-3-9826448-5-1[19](ein großformatiger Bildband mit über 500 Seiten und zahlreichen Essays internationaler Laurel & Hardy-Experten inklusive DVD über das Leben und Werk des Komiker-Duos)
- Simon Louvish: Stan and Ollie: The Roots of Comedy. Faber and Faber, London 2001, ISBN 0-571-21590-4. (detailreiche Doppel-Biographie)
- Scott MacGillivray: Laurel & Hardy: From the Forties forward. Vestal, Lanham 1998, ISBN 1-879511-35-5. (beleuchtet ausführlich die Karriere von Laurel & Hardy nach dem Weggang vom Roach-Studio 1940)
- Glenn Mitchell: The Laurel & Hardy Encyclopedia. Batsford, London 2000, ISBN 0-7134-7711-3.
- Randy Skretvedt: Laurel and Hardy: The Magic behind the Movies. Zweite Auflage. Past Times, Beverly Hills (Kalifornien) 1996, ISBN 0-940410-29-X. (ein Standardwerk, das detailliert Auskunft zur Entstehung jedes einzelnen Films gibt)
- Rob Stone: Laurel or Hardy: The Solo Films of Stan Laurel and Oliver „Babe“ Hardy. Split Reel, Temecula (Kalifornien) 1996, ISBN 0-9652384-0-7. (widmet sich den Solo-Karrieren vor der Partnerschaft)
- Richard L. Ward: A History of the Hal Roach Studios. Southern Illinois UP, Carbondale 2005, ISBN 0-8093-2637-X. (beschreibt ausführlich die Geschichte des Hal-Roach-Studios und enthält etliche interessante Details zu Laurel & Hardy)

## Dokumentationen und Filmbiographie
- 2003 Olli und Stan - Humor in Schwarz und Weiss, 51 min, BBC (deutsch synchronisiert)
- 2011 Laurel und Hardy: Die komische Liebesgeschichte von „Dick & Doof“, 58 Minuten, 105 Minuten (Director's cut), Regie: Andreas Baum
- 2018 Filmbiografie Stan & Ollie[20]